# Басилашвили, Евгений Леонович
Евгений Леонович Басилашвили (27 сентября 1940, Тбилиси — 26 апреля 2023, Волгоград) — советский, грузинский и российский актёр, театральный режиссёр, заслуженный артист Грузинской ССР, главный режиссёр Волгоградского ТЮЗа с декабря 1987 по декабрь 1995 года, педагог Волгоградского государственного института искусств и культуры.

## Биография
Родился 27 сентября 1940 года в Тбилиси. Окончил Грузинский государственный театральный институт. Работал актёром и режиссёром в Тбилисском русском театре юного зрителя. В 1986 году снялся в фильме Рамаза Гиоргобиани «Давай поговорим». В 1988 году переехал в Волгоград, где занял должность главного режиссёра и художественного руководителя Волгоградского театра юного зрителя. С 1995 года — доцент кафедры режиссуры Волгоградского института искусств и культуры. Умер 26 апреля 2023 года.

## Награды
- заслуженный артист Грузинской ССР[7][8]